# Gotvendia albipennis
Gotvendia albipennis är en insektsart som beskrevs av Lucien Chopard 1969. Gotvendia albipennis ingår i släktet Gotvendia och familjen Mogoplistidae. Inga underarter finns listade i Catalogue of Life.